# Anthela elizabetha
Anthela elizabetha is een vlinder uit de familie van de Anthelidae. De wetenschappelijke naam van de soort is voor het eerst geldig gepubliceerd in 1841 door White.